# České a moravské malířky portrétů
První slavná profesionální malířka portrétů byla italská malířka Sofonisba Anguissola. I každé další století mělo svou významnou portrétistku. Koncem 18. století se narodila na českomoravském pomezí jedna z nich, Barbora Krafftová.

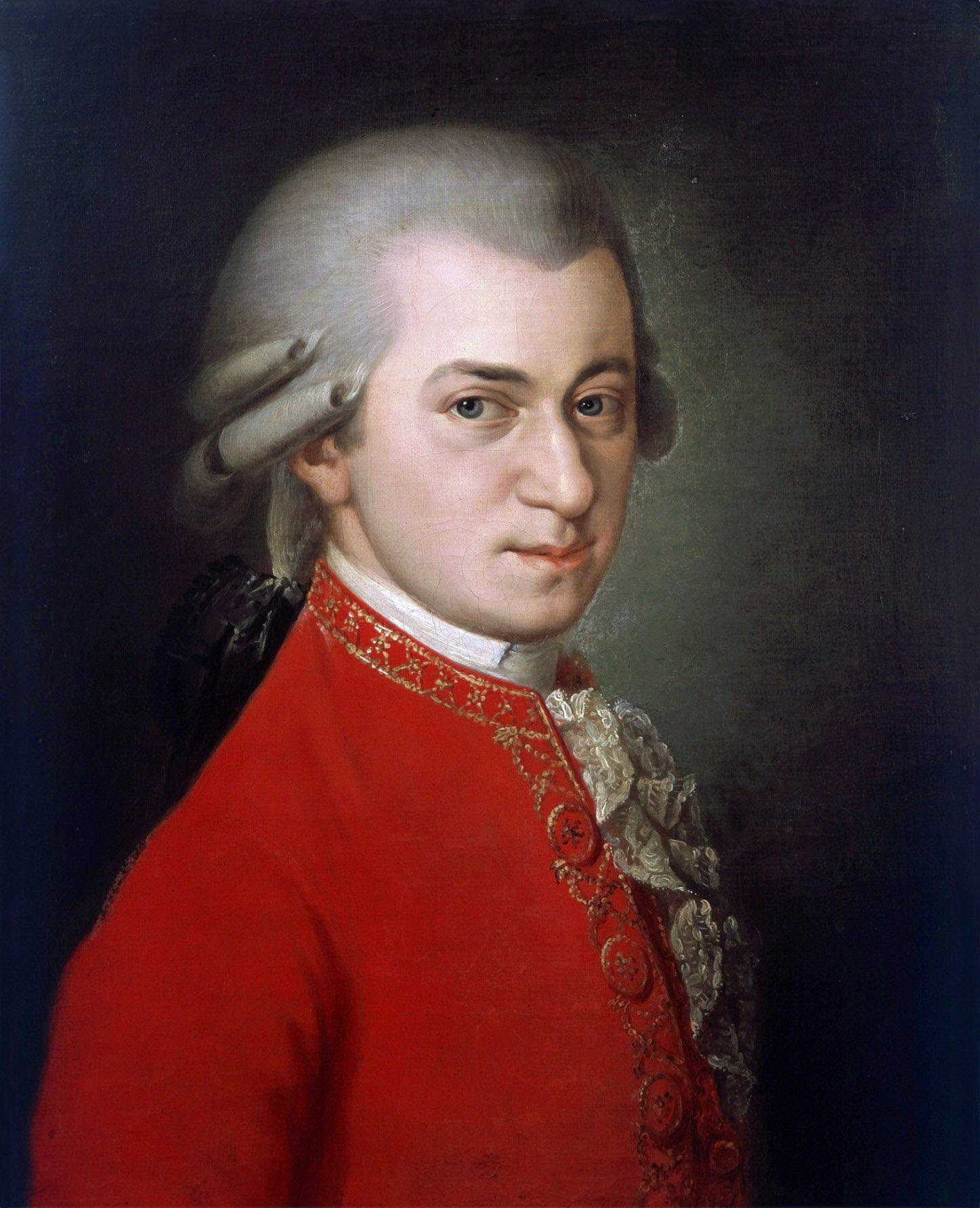
Barbara Krafftová: W. A. Mozart

České portrétní malířství v Evropě proslavil portrét W. A. Mozarta od jihlavské malířky Barbory Krafftové a portrét Marinettiho jihočeské malířky Růženy Zátkové. První obraz už dvě století je nejreprodukovanějším obrazem ve Vídni, druhý sto let vystavuje zakladatele futurismu při každé další retrospektivní výstavě futuristů. Ale i jiné portréty malířek, zachycující významné osobnosti, mají hodnoty dokumentární i umělecké. Platí to o portrétu moravské spisovatelky Marie von Ebner Eschenbachové, polské malířky Olgy Boznaňské, nebo malíře Julia Mařáka. Kromě portrétů významných osobností jsou cenné umělecky portréty málo známých osobností, které vznikly na studijních cestách malířek v Paříži a také autoportréty malířek, vytvořených ve stylech jejich doby, například Věry Jičínské, Linky Procházkové, Růženy Zátkové, Marie Galimberti-Provázkové, Zdenky Burghauserové. I dalším malířkám, dnes už téměř zapomenutým, vděčíme za zachování jejich podoby v autoportrétech. Několik malířek se zabývalo portréty dětí. Z nich nejvíce vynikla Vilma Vrbová Kotrbová nebo Milada Marešová. A vznikl i dvojportrét, čtyřportrét a skupinové portréty.

## Portréty významných osobností

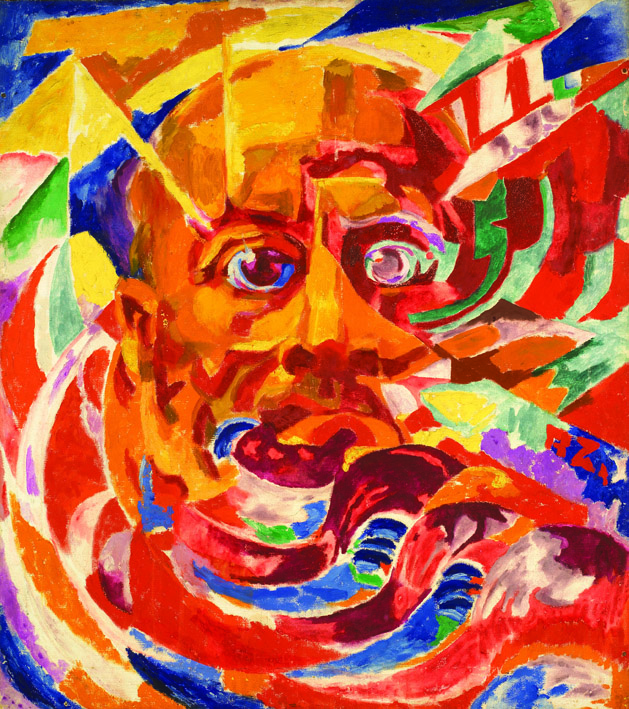
Růžena Zátková: Marinetti

První malířkou profesionálkou a malířkou portrétů byla Barbora Krafftová (1764–1825). Narodila se v Jihlavě baroknímu malíři J. N. Steinerovi, který ji učil malovat. Dále se vzdělávala ve Vídni, kde se vdala a odstěhovali se s manželem do Salcburku. Stala se známou portrétistkou a v roce 1819 dostala od sběratele zakázku na portrét Mozarta. Slavný portrét vytvořila na základě tří rodinných portrétů a rad Mozartovy sestry, která ještě žila. Ta určila její portrét za Mozartovi nejpodobnější a dnes je nejznámějším. Další slavný portrét vznikl v Římě, kam se po svatbě s ruským diplomatem odstěhovala Růžena Zátková (1885–1923), žačka Antonína Slavíčka a mnichovské akademie. Po inspirativním seznámení se s futuristy experimentovala. V roce 1921 vytvořila osobitý portrét zakladatele futurismu F. T. Marnettiho, dynamický portrét, vyjadřující energii geniálního tvůrce. Portrétistka Marie Mullerová (1847–1935) se narodila ve Vídní, ale rodiče a prarodiče jejího otce litografa, pocházeli z Čech a Moravy. Od muzea města Vídně dostala v roce 1901 zakázku na portrét moravské spisovatelky Marie von Ebner Eschenbachové (1830–1916), která žila ve Vídni i ve svém rodišti Zdislavicích u Kroměříže a za 10 let od vzniku tohoto portrétu byla navržena na Nobelovu cenu. Marie Mullerová vytvořila její portrét v oleji a ještě poetičtěji v pastelu v roce 1901. Malovala i portréty rodiny Dubských. Významná polská malířka Olga Boznaňská (1865–1940) studovala v Mnichově než se trvale usadila v Paříži. V Mnichově ji často navštěvovala česká malířka Helena Emingerová (1858–1943), která studii jejího portrétu přenesla do litografie a vytvořila Podobiznu malířky Olgy Boznaňské (1899), v netradiční póze otočenou ke stojanu, elegantní a plnou odhodlání se štětcem v ruce. Tímto portrétem povýšila Emingerová českou grafickou tvorbu na uměleckou úroveň. Dcera známého krajináře Julia Mařáka Pepa Mařáková (1872–1907) tíhla k portrétní tvorbě. V roce 1897 vystavila na výstavě Krasoumné jednoty vlastní podobiznu s otcem. Je to její mistrovské dílo. Malířka ve stínu svého otce, s podlomeným zdravím a v zajetí dekadentního symbolismu patřila k těm umělcům, kteří zemřeli předčasně a nemohli plně rozvinout svůj talent.

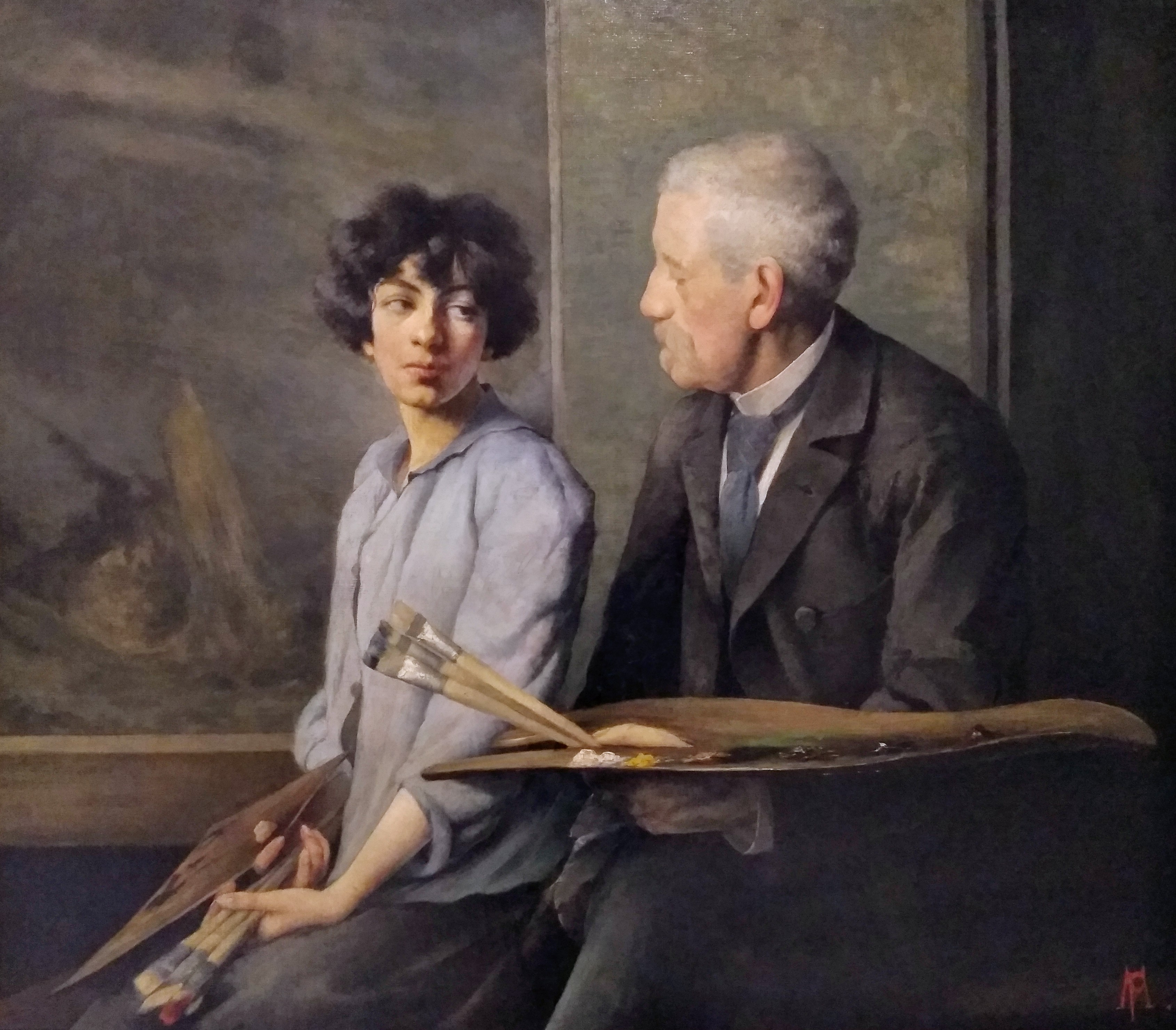
Pepa Mařáková: Autoportrét s otcem

## Portréty z Paříže
Významné malířky, které zůstaly v Paříži a věnovaly se portrétu, byly Marie Galimberti – Procházková a Věra Jičínská. Marie Galimberti Provázková (1880–1951) přijela do Paříže v roce 1907 a vzdělávala se v soukromých akademiích, např. u Fernanda Legéra. Malovala portréty známých a z nich vynikly dva portréty malované se svobodně volenými barvami, kubistickými tvary s výraznými rysy obličeje. Jeden má název Ženský portrét I (Sedící žena) a Ženský portrét II (Žena ve fialových šatech) z roku 1915. Míra svobody, výtvarného citu a exprese je na vysoké úrovni.
Malířka Věra Jičínská (1898–1961) žila v Paříži od roku 1923, kde také soukromě studovala. Od roku 1925 u A. Lhoty, malíře analytického kubismu. Ovlivněna jeho stylem namalovala i spolužačku Ninu Nidermullerovou a další portréty. Později se vydala vlastní cestou. Poslední portrét modelky a tanečnice Lydie Wisiakové z roku 1930 z doby odjezdu z Paříže naznačuje cestu, jakou by se vydala v portrétu dále, kdyby se nevrátila do vlasti. Protáhlý obličej Lydie, krk, štíhlé dlouhé prsty a smutný výraz směřují k duchovnosti.

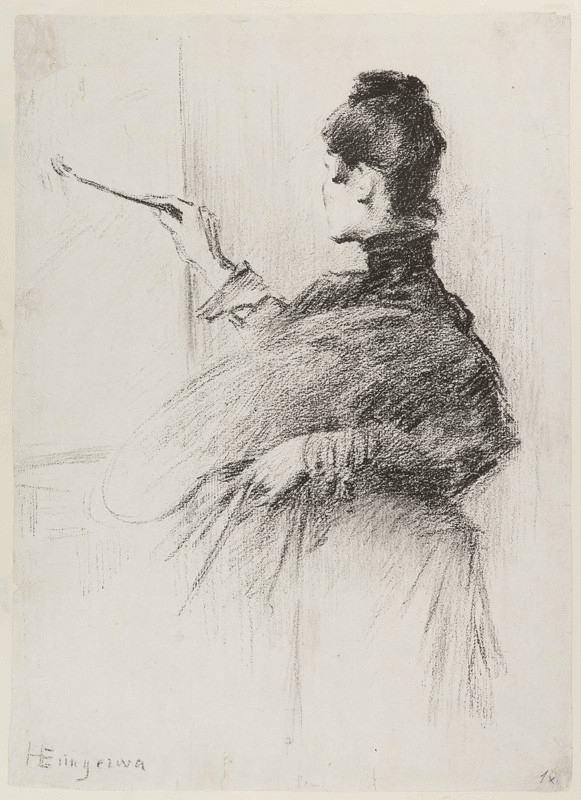
Helena Emingerová: O. Boznaňská

## Autoportréty malířek
Pepa Mařáková byla z českých malířek první, která v malbě odkrývala psychické nitro portrétovaných včetně svého. Následovalo ji několik dalších malířek:
Marie Galimberti – Provázková svůj autoportrét namalovala v roce 1940 s barevnou šálou kolem krku, expresívní, se smyslem pro silný výraz i barevnost, kterou ale volí zcela svobodně. Tváří se neradostně, musela překonávat válečné trýzně a samotu.
Linka Procházková vytvořila autoportrét dva roky po tom, co se stala jako jediná žena členkou progresívní skupiny Osma a to v roce 1911.V rámci cílů této skupiny se orientuje na obrazovou stavbu a hutné barvy volí nezávisle na realitě. Vyjadřují její citovost.
Věra Jičínská v autoportrétu z Paříže, kde tvořila od roku 1923 do roku 1930, zachytila sebe v kubizujícím stylu jako bohémku s cigaretou v ruce s pařížským šarmem. Brzy ale takový život musela opustit příjezdem do Čech jako vdaná žena a matka. Experimentovala i s abstrakcí.
Růžena Zátková v roce 1913 odjela se skupinou latinskoamerických malířů na Mallorku. Vznikl zde kromě krajin i její obdivovaný autoportrét s dekorativním pozadím. Pevnou linkou oddělila svůj portrét z profilu, kterým se snažila vyjádřit duchovno, mysl i cíle. Dnes je nezvěstný.
Zdenka Burghauserová byla všestranná malířka, která se s nečekanou smrtí své mladší sestry vyrovnávala ve svém autoportrétu od roku 1920–1924. Její smutek nad smrtí sestry byl nekonečný, plný otázek bez odpovědí, hluboký, což se projevuje především v pohledu očí. Autorka také namalovala čtyřportrét, který je parafrází na Paridův soud.

## Malířky dětí

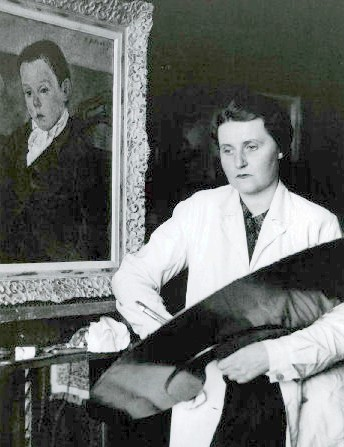
Vilma Vrbová-Kotrbová při práci ve svém ateliéru

Vilma Vrbová Kotrbová (1905–1993) od začátku své malířské dráhy malovala dětské portréty. Smutné děti stojící nebo sedící, nebarevné. V roce 1958 u ní ale nastal veliký obrat, když studovala barevnost barokních maleb. Vznikaly plošnější obrazy zářivě barevné, zajímavých kompozic. Vyjadřovaly přirozený pohyb dítěte a jeho poetický svět, vztah k matce i k přírodě. Přitažlivé obrazy byly řazené mezi tzv. „český fauvismus“. Malířka Milada Marešová (1901–1987) malovala děti ráda. Na rozdíl od dospělých, které viděla s kritickým a ironickým odstupem, děti malovala magickými barvami a s jejich poetickou duší. Pro děti ilustrovala i pohádkové knihy.
Malířky narozené od roku 1764 do roku 1905 dosáhly v některých svých portrétních dílech pozoruhodných výsledků. Obohatily nejen českou portrétní tvorbu, ale v portrétech nás přesvědčují i o velké míře své originality.